# Přebor Jihomoravského kraje 2007/2008
V soubojích 48. ročníku Přeboru Jihomoravského kraje 2007/08 (jedna ze skupin 5. fotbalové ligy) se utkalo 16 týmů každý s každým dvoukolovým systémem podzim–jaro. Tento ročník začal v sobotu 11. srpna 2007 úvodními pěti zápasy 1. kola a skončil v neděli 15. června 2008 zbývajícími třemi utkáními 29. kola (kompletní 30. kolo bylo předehráno již ve čtvrtek 1. května 2008).

## Nové týmy v sezoně 2007/08
- Z Divize D 2006/07 sestoupilo do Jihomoravského krajského přeboru mužstvo FK Šardice.
- Ze skupin I. A třídy Jihomoravského kraje 2006/07 postoupila mužstva FC Kuřim (vítěz skupiny A) a TJ Kordárna Velká nad Veličkou (vítěz skupiny B).[2]

## Nejlepší střelec
Nejlepším střelcem se stal Petr Kohůt z Velké nad Veličkou, který vstřelil 28 branek.

## Konečná tabulka
Zdroj: 
| Poř. | Tým                                | Z  | V  | R  | P  | VG | OG  | B  |
| ---- | ---------------------------------- | -- | -- | -- | -- | -- | --- | -- |
| 1.   | FK Šardice (S)                     | 30 | 19 | 7  | 4  | 87 | 28  | 64 |
| 2.   | 1. FC Kyjov                        | 30 | 17 | 7  | 6  | 62 | 25  | 58 |
| 3.   | TJ Kordárna Velká nad Veličkou (N) | 30 | 15 | 4  | 11 | 66 | 44  | 49 |
| 4.   | TJ Sokol Dědice                    | 30 | 14 | 7  | 9  | 57 | 41  | 49 |
| 5.   | SK Olympia Ráječko                 | 30 | 14 | 7  | 9  | 64 | 46  | 49 |
| 6.   | Tatran Brno-Bohunice               | 30 | 13 | 9  | 8  | 58 | 48  | 48 |
| 7.   | FC Slovan Rosice                   | 30 | 13 | 5  | 12 | 59 | 50  | 44 |
| 8.   | FC Kuřim (N)                       | 30 | 11 | 10 | 9  | 61 | 41  | 43 |
| 9.   | FK Baník Ratíškovice               | 30 | 12 | 7  | 11 | 44 | 37  | 43 |
| 10.  | FC Sparta Brno                     | 30 | 12 | 5  | 13 | 47 | 60  | 41 |
| 11.  | TJ Sokol Podluží                   | 30 | 10 | 9  | 11 | 42 | 52  | 39 |
| 12.  | FC Moravský Krumlov                | 30 | 10 | 7  | 13 | 53 | 51  | 37 |
| 13.  | FC Pálava Mikulov                  | 30 | 11 | 4  | 15 | 58 | 58  | 37 |
| 14.  | FC Miroslav                        | 30 | 9  | 8  | 13 | 43 | 39  | 35 |
| 15.  | FC Veselí nad Moravou              | 30 | 9  | 4  | 17 | 46 | 68  | 31 |
| 16.  | FC CVM Mokrá-Horákov               | 30 | 1  | 0  | 29 | 20 | 179 | 3  |

Poznámky:
- Z = Odehrané zápasy; V = Vítězství; R = Remízy; P = Prohry; VG = Vstřelené góly; OG = Obdržené góly; B = Body; (S) = Mužstvo sestoupivší z vyšší soutěže; (N) = Mužstvo postoupivší z nižší soutěže (nováček)
- O pořadí na 3. až 5. místě rozhodla minitabulka vzájemných zápasů (Velká nad Veličkou 12 bodů, Dědice 6 bodů, Ráječko 0 bodů).[2][4]
- O pořadí na 8. a 9. místě rozhodla bilance vzájemných zápasů: Kuřim – Ratíškovice 0:0, Ratíškovice –- Kuřim 1:3[2][4]
- O pořadí na 12. a 13. místě rozhodl vyšší rozdíl celkového skóre Moravského Krumlova, bilance vzájemných zápasů byla vyrovnaná: Moravský Krumlov - Mikulov 0:3, Mikulov - Moravský Krumlov 0:3[2][4]

|  | Postup do Divize D 2008/09                                   |
|  | Sestup do I. A třídy Jihomoravského kraje – sk. A 2008/09    |
|  | Sestup do I. A třídy Jihomoravského kraje – sk. B 2008/09    |
|  | Přihláška do I. B třídy Jihomoravského kraje – sk. A 2008/09 |
|  | Přihláška do IV. třídy Vyškovska – sk. A 2008/09             |